# Сова патагонська
Сова́ патагонська (Strix rufipes) — вид птахів родини совових (Strigidae). Поширений у Південній Америці.

## Поширення
У Чилі сова трапляється південніше провінції Вальпараїсо та на крайньому заході Аргентини приблизно від провінції Мендоса на південь до краю Вогняної Землі. Вид переважно населяє вологий віковий ліс із зімкнутим пологом і густим підліском. Він також зустрічається в старих вторинних лісах і напіввідкритих лісах. За висотою ареал коливається від рівня моря до принаймні 2000 м.

## Опис
Невелика сова з круглою головою і без вушних пучків. Має довжину від 33 до 38 см і важить близько 350 г; самиці більші за самців. Дорослі особини мають іржавий лицевий диск, білі «брови» над темно-карими очима та білі лори. Верхня частина тіла темно-червонувато-коричнева з вузькими помаранчево-коричневими смугами та плямами. Хвіст рудувато-коричневий з охристими смугами. Горло біле, більша частина нижньої частини тіла охристо-біла з багатьма чорними смугами, а підхвістя оранжево-коричневе. Ноги і пальці вкриті пухнастим пір'ям.

## Спосіб життя
Патагонська сова активна в сутінках і вночі. Зимує на деревах і зазвичай сидить у безпосередній близькості від стовбура дерева, вкритого лишайником. Зрідка також впадає в сплячку в дуплах дерев. Раціон складається з дрібних ссавців розміром до щура. Також свою роль відіграють дрібні птахи, рептилії, земноводні та комахи. Через дуже потаємний спосіб життя патагонська сова вивчена недостатньо добре. Кладка складається з двох-трьох білих яєць. Більше про його репродуктивну біологію нічого не відомо.